# Гафуров, Абуталиб Гафурович
Гафуров, Абуталиб Гафурович (лак. Гъапурхъал, АьбутӀалиб, 21 ноября 1882—29 апреля 1975) — лакский поэт. Народный поэт Дагестанской АССР (1939).

## Биография
Абуталиб Гафурович Гафуров родился 21 сентября 1882 года в ауле Шуни Казикумухского округа в бедной крестьянской семье. В молодости был ремесленником-отходником, побывал во многих городах Кавказа. В ходе Гражданской войны встал на сторону красных, сражался в партизанском отряде. Участвовал в борьбе с контрреволюционными формированиями имама Гоцинского.
Гафуров — один из главных героев романа Расула Гамзатова «Мой Дагестан».

## Творчество
Первые стихи поэта появились в альманахе «Шаги революции» в 1932 году. В 1934 году вышел сборник стихов на лакском языке «Новый мир». Гафуров ввёл в лакское стихосложение рифму, обогатил его восьмисложным силлабическим размером.
- 1940 — сборник стихов «Счастливая жизнь».
- 1941—1945 — годы войны: патриотические стихи, марши, призывы, поэмы, сатирические стихи. Сборник «За Родину», поэма «О сказании, о военном времени», «Голос Дагестана».
- 1947 год —  Аул Кули.[3]
- 1950—1960 — сборник «Медоносная пчела», «Вторая жизнь», «Горные родники», «Весеннее утро». Всего было написано 8 поэм, более 100 стихов.

## Память
В 1982 году в СССР выпущен маркированный почтовый конверт с портретом А. Гафурова (сигиллатия).